# Drosophila peruensis
Drosophila peruensis este o specie de muște din genul Drosophila, familia Drosophilidae, descrisă de Wheeler în anul 1959.
Este endemică în Peru. Conform Catalogue of Life specia Drosophila peruensis nu are subspecii cunoscute.